# Kasteel van Gors

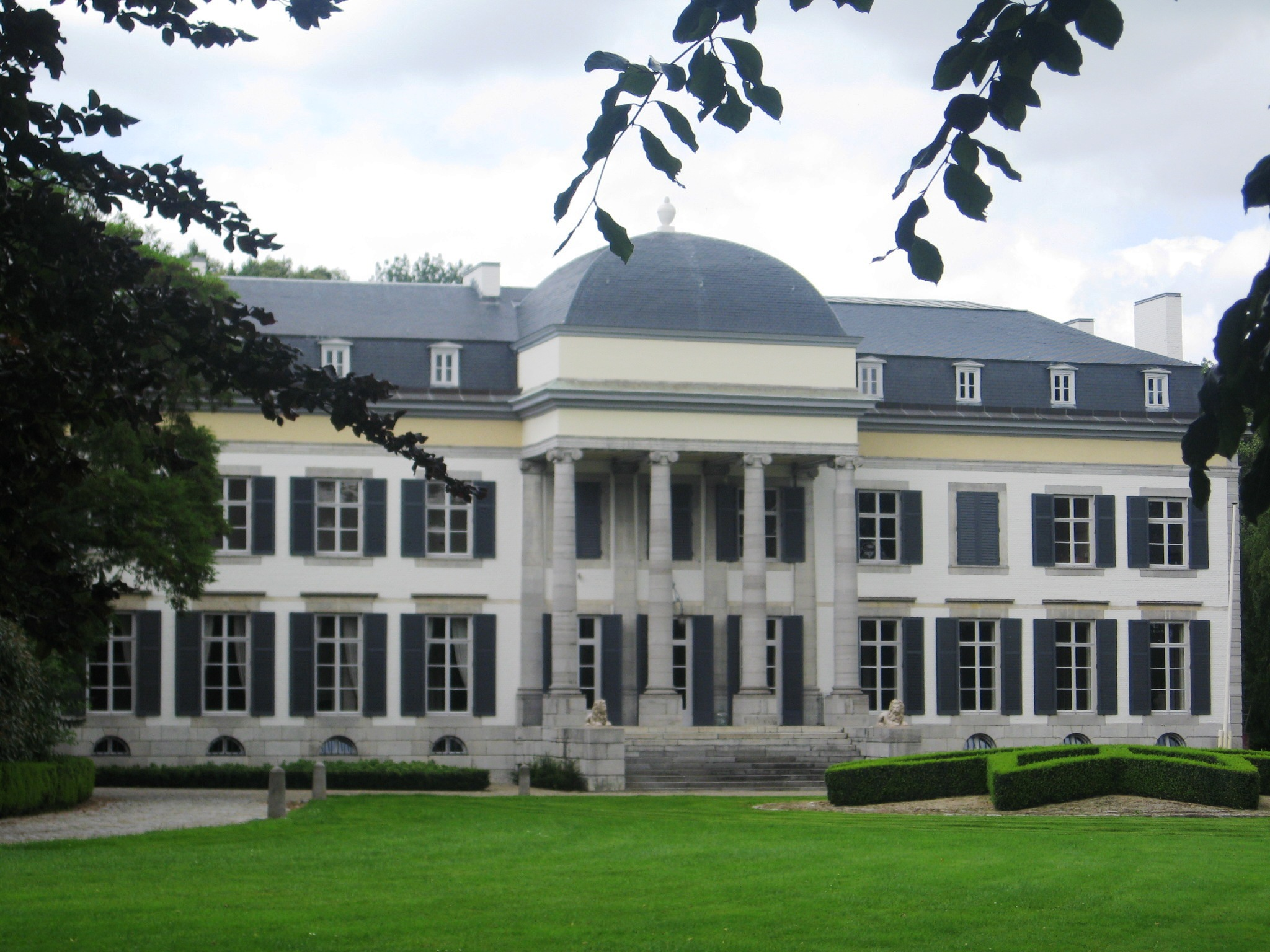
Kasteel van Gors

Het Kasteel van Gors (ook: Kasteel van Gorsleeuw) is een kasteel te Gors-Opleeuw, gelegen aan Hoogstraat 33-35.

## Geschiedenis
Dit kasteel was de verblijfplaats van de Heren van Gorsleeuw, achtereenvolgens de geslachten Van Leeuw (13e eeuw), Van Gelinden (14e-15e eeuw), Van den Bosch (1436 - 17e eeuw), Van Bodbergen (1639 - 1701) en De Copis (1701 - 2e helft 19e eeuw). Daarna kwam het door huwelijk in bezit van het geslacht d'Aspremont-Lynden, en in 1917 ging het over op Bauduin de Beaufort, welke stierf in 1960. Vervolgens deed het kasteel van 1967-1973 dienst als restaurant, waarna het verkocht werd aan een particulier.
Hoewel het bestaan van de Heren van Gorsleeuw terug te voeren is tot de 13e eeuw, zijn er op de plaats van dit kasteel geen resten van een dergelijke ouderdom aangetroffen. Het oudste gedeelte betreft een 17e-eeuws bouwwerk in Maaslandse renaissancestijl. Het betrof een U-vormig omgracht gebouw.
Omstreeks 1820 werd het door baron De Copis verbouwd tot een classicistisch geheel. Een deel der grachten werd gedempt en een ander deel werd omgevormd tot een vijver. Een nieuwe zuidgevel werd gebouwd, naar ontwerp van M. Raskin, en ook de zijvleugels werden door nieuwe gebouwen vervangen. In de 2e helft van de 19e eeuw werd het 17e-eeuwse kasteel afgebroken en in 1923 werd tegen de noordelijke gevel een ronde toren gebouwd. Van het 17e-eeuwse kasteel resten nog de kelders en een kern van een deel van het gebouw.

## Gebouw
Het betreft een bakstenen gebouw dat geheel wit is geschilderd.
De zuidvleugel is een langgerekt gebouw van 11 traveeën onder mansardedak. De middenpartij heeft een toegangstrap en een bordes, het geheel geflankeerd door Ionische zuilen. Deze middenpartij wordt door een koepeldak gedekt. Aan de achterzijde van deze gevel zijn nog overblijfselen van de 17e-eeuwse kern te zien.
De dwarsvleugel vormt de verbinding met de noordvleugel, die veel korter is en uit het eind van de 18e eeuw stamt.
Het interieur bezit nog diverse elementen uit de 18e en 19e eeuw, onder meer in Empirestijl, waaronder de hal, grand salon en petit salon. De laatste heeft sierstucwerk dat onder meer de zeven vrije kunsten verzinnebeeldt. Het stucwerk in een van de salons is gesigneerd door Petrus Nicolaas Gagini in 1788. In de noordvleugel treft men de theesalon aan, waarvan de 18e-eeuwse stucornamenten in Lodewijk XVI-stijl mogelijk vervaardigd door Joseph Moretti.
Het kasteel wordt omringd door een park in Engelse landschapsstijl. In dit park staan een langgerekte bijenhal in vakwerkbouw met bakstenen vulling (19e eeuw) en een romantische torenruïne, een folly, waaronder zich een ijskelder bevindt.

## Hoeve
Oorspronkelijk had het kasteel een neerhof, bestaande uit twee parallelle vleugels. Deze werd omstreeks 1820 afgebroken en vervangen door een U-vormige hoeve ten zuiden van het kasteel, aan de straatweg gelegen. In de loop van de 19e eeuw werd deze geleidelijk uitgebreid tot een gesloten hoeve. Boven de inrijpoort bevindt zich een duiventil.